# U30 (ドイツ潜水艦・2代)
U30はドイツ海軍の潜水艦。VIIA型。第二次世界大戦中フリッツ・ユリウス・レンプ艦長の下で商船16隻と小型軍艦1隻を沈め、イギリス戦艦バーラムと商船1隻を損傷させた。

## 艦歴
1935年4月1日発注。1936年1月24日、ブレーメンのAGヴェーザー社で起工。8月4日に進水し、10月8日に就役した。

### 第1哨戒
U30は第二次世界大戦勃発前の1939年8月22日に出撃した。ヴィルヘルムスハーフェンを離れて12日後の9月3日、イギリスによるドイツへの宣戦布告のわずか10時間後にU30はリバプールからカナダのモントリオールへ向かっていた客船アセニアをヘブリディーズ諸島西方200浬 (370km) で撃沈した。アセニアは第二次世界大戦最初に沈められた船であり、乗客1400人のうち中立国アメリカの人28人を含め112人が死亡した。アセニア撃沈後、U30はさらに2隻（BlairlogieとFanad Head）沈めている。
攻撃後、ドイツの宣伝省はロンドンおよびドイツ海軍総司令部からの報告を確認。ドイツ海軍は、アセニア沈没時にその付近には1隻もドイツ潜水艦はいなかったと述べており、宣伝省は即座にドイツ潜水艦によるアセニア撃沈を否定し、かわりにアメリカ合衆国を戦争に引き込むためのイギリスによる自国船舶への攻撃であると主張した。
アセニア沈没に対するアメリカの反応を沈静化させるため、ドイツの外務大臣ヨアヒム・フォン・リッベントロップは1939年9月16日にエーリヒ・レーダーとアメリカ海軍の駐在武官との会談の場を設けた。その場でレーダーは駐在武官に対し、海上にある全ドイツ潜水艦からの報告を受け取っているためアセニアはドイツ潜水艦により沈められたのではないと明確に証明できる、と述べ、アメリカ政府へ伝えるよう求めた。だが、出撃中の全Uボートは無線封鎖しており、またすべてのUボートが帰還しているわけでもなかった。
9月27日にU30が帰投すると、カール・デーニッツは艦を降りるレンプと会った。デーニッツは後に、レンプは非常に悲しげな様子であり、また彼は確かにアセニアを沈めたと言った、と述べている。レンプはジグザグ航行していたアセニアを武装商船であると誤認した。デーニッツはその後、アセニアの件は完全な秘密とするよう命令を受けた。レンプが軍法会議にかけられることはなかった。なぜなら彼の行動は誠実であると考えられるし、ドイツ潜水艦によるアセニア撃沈を否定している海軍総司令部は他の政治的な釈明は行わないだろうからである。アセニア撃沈を秘密とするため、デーニッツはU30の航海日誌を改竄し証拠を消去した。1946年のニュルンベルク裁判までアセニアについての真実がドイツにより公にされることはなかった。

### 第2哨戒
アセニア撃沈についての調査のため、U30の2回目の出撃は1939年12月9日となった。U30は中立国ノルウェーの南岸沖まで進出し、12月14日にヴィルヘルムスハーフェンに帰投した。敵艦船と遭遇することはなく、それゆえ戦果もなかった。

### 第3哨戒
1939年12月23日にヴィルヘルムスハーフェンを出撃。北海へ進出し、次いでブリテン諸島を周回。アイルランド南岸に沿って航行し、スコットランド西岸沖で12月28日に対潜トローラー バーバラ・ロバートソンを撃沈。次いで同日イギリス戦艦バーラムを損傷させた。バーラムは巡洋戦艦レパルス、駆逐艦5隻とともに行動中であった。U30は主力艦2隻にたいして魚雷4本を発射。内1本がバーラムの左舷、A、B砲塔の弾庫の隣に命中し、4名が戦死し2名が負傷した。続く戦果は機雷によるもので、 1940年1月11日にEl Oso、1月17日にCairnrossが沈み、1月16日にはGraciaが損傷している。U30は1940年1月17日にヴィルヘルムスハーフェンに帰投した。

### 第4哨戒
1940年3月11日にヴィルヘルムスハーフェンより出撃。ノルウェー侵攻（ヴェーザー演習作戦）準備によりノルウェー西岸沖へ向かう。20日間連合国船団捜索にあたるが何も発見できず、3月30日にヴィルヘルムスハーフェンに帰投した。

### 第5哨戒
1940年4月3日に、ノルウェー、デンマーク侵攻の支援のため出撃。32日間ノルウェー西岸沖で活動した、次いでノルウェー防衛に向かうイギリス艦艇を迎撃すべくスコットランドへと向かった。だが何とも遭遇せず、U30は5月4日にヴィルヘルムスハーフェンに帰投した。

### 第6哨戒
1940年6月8日にヴィルヘルムスハーフェンより出撃。32日間でブリテン諸島を周回し、ビスケー湾で5隻（Otterpool、Randsfjord、Llanarth、Beignon、Angele Mabro）の敵船舶を沈めた。それらの後、U30はヴィルヘルムスハーフェンではなくフランスのロリアンへと向かった。U30はロリアンに入港した初のドイツUボートとなった。

### 第7、8哨戒と退役
1940年7月月13日にロリアンより出撃。ポルトガル南方まで進出し7月21日にイギリス船Ellaroyを沈めた。機関の故障のため7月24日、ロリアンに帰投。多くの不具合が明らかになったため、次の出撃後はドイツに戻されることになった
1940年8月5日ロリアンより北太平洋へ向け出撃。ブリテン諸島の北を通って8月30日にキールに到着。途中、アイルランド西岸沖で2隻（Canton、Clan Macphee）を沈めたが、再度の機関故障により哨戒を打ち切らざるを得なくなっている。
1940年9月15日にU30は前線任務から退いて戦争の残りの期間はバルト海の練習部隊に配属されていた。レンプやU30の乗員の多くはU110へと移った。
1945年5月4日、連合国の手に渡るのを防ぐためフレンスブルクで自沈した（レーゲンボーゲン作戦）。後に引き揚げられ、1948年に解体された。

### ウルフパック
U30は以下のウルフパックに参加した。
- プリーン (Prien) - 1940年6月12-17日

## 戦果一覧
| 日付           | 船名/艦名                                  | 国籍/所属    | トン数 | 結果 |
| -------------- | ------------------------------------------ | ------------ | ------ | ---- |
| 1939年9月3日   | アセニア (Athenia)                         | イギリス     | 13,581 | 沈没 |
| 1939年9月11日  | Blairlogie                                 | イギリス     | 4,425  | 沈没 |
| 1939年9月14日  | Fanad Head                                 | イギリス     | 5,200  | 沈没 |
| 1939年12月28日 | バーバラ・ロバートソン (Barbara Robertson) | イギリス海軍 | 325    | 沈没 |
| 1939年12月28日 | バーラム                                   | イギリス海軍 | 31,100 | 損傷 |
| 1940年1月11日  | El Oso                                     | イギリス     | 7,267  | 沈没 |
| 1940年1月16日  | Gracia                                     | イギリス     | 5,642  | 損傷 |
| 1940年1月17日  | Cairnross                                  | イギリス     | 5,494  | 沈没 |
| 1940年2月7日   | Munster                                    | イギリス     | 4,305  | 沈没 |
| 1940年2月9日   | Chagres                                    | イギリス     | 5,406  | 沈没 |
| 1940年3月8日   | Counsellor                                 | イギリス     | 5,068  | 沈没 |
| 1940年6月20日  | Otterpool                                  | イギリス     | 4,876  | 沈没 |
| 1940年6月22日  | Randsfjord                                 | ノルウェー   | 3,999  | 沈没 |
| 1940年6月28日  | Llanarth                                   | イギリス     | 5,053  | 沈没 |
| 1940年7月1日   | Beignon                                    | イギリス     | 5,218  | 沈没 |
| 1940年7月6日   | Angele Mabro                               | エジプト     | 3,154  | 沈没 |
| 1940年7月21日  | Ellaroy                                    | イギリス     | 712    | 沈没 |
| 1940年8月1日   | Canton                                     | スウェーデン | 5,779  | 沈没 |
| 1940年8月16日  | Clan Macphee                               | イギリス     | 6,628  | 沈没 |